# The Wall Street Journal
Pour les articles homonymes, voir Wall Street (homonymie).
The Wall Street Journal est un quotidien économique et financier américain fondé en 1889 par Charles Dow, Edward Jones et Charles Bergstresser.
Il est généralement abrégé en WSJ. Son nom vient de Wall Street, le district financier de New York. Le Wall Street Journal est le quotidien le plus lu par les Américains, dépassant le New York Times et USA Today.
Ses informations exclusives lui valent d’être un des journaux les plus influents dans le monde économique et financier. Grâce à ses enquêtes, il a remporté 38 prix Pulitzer (en 2023).
Le Wall Street Journal défend une ligne éditoriale de droite conservatrice et économiquement libérale. 
En 2014, le Wall Street Journal est considéré comme l'un des médias les plus fiables par la population américaine. Cette même année, selon une étude du Pew Research Center, le WSJ est le seul média américain considéré comme fiable aussi bien par la droite conservatrice que la gauche radicale ainsi que par le centre.
Longtemps détenu par Dow Jones (famille Bancroft), il est racheté en août 2007 par le milliardaire Rupert Murdoch pour 5 milliards de dollars. À partir de 2013, il est une filiale de News Corp, issue de la scission du groupe éponyme.
Le WSJ est particulièrement apprécié par les élites économiques, financières et politiques américaines, il est lu quotidiennement par notamment Jamie Dimon, Warren Buffett, Charlie Munger, Jeffrey Immelt, Bill Gates, Howard Schultz et Barack Obama entre autres,,. Selon une étude de 2018, 41% des lecteurs du WSJ sont millionnaires et le revenu annuel moyen du foyer du lecteur du WSJ est de plus de 240 000 dollars.
Le journal s'est illustré par son soutien au candidat d’extrême droite brésilien Jair Bolsonaro en 2018, ainsi que par des éditoriaux niant ou minimisant le changement climatique. 

## Histoire

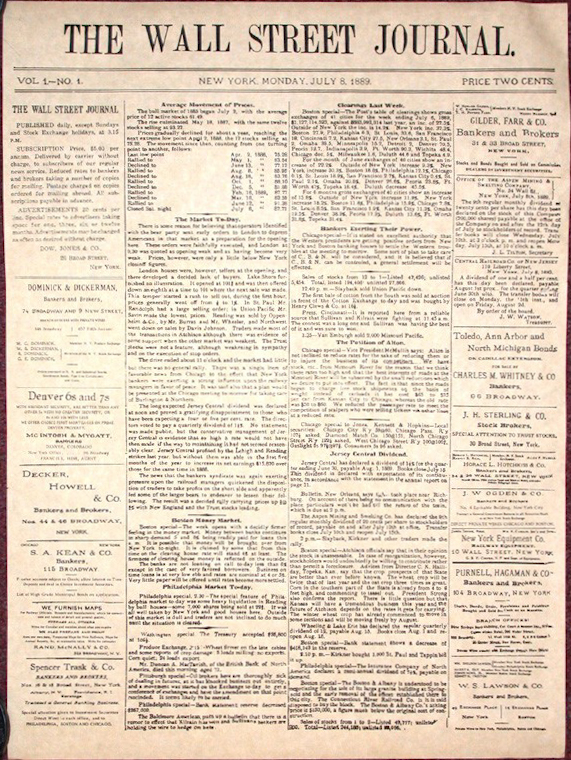
Première édition du 8 juillet 1889.

Jusqu'à 1889, le journal originel de la bourse de New York, Wall Street, s'appelait le Customers' Afternoon Letter (Lettre de l’après-midi des clients littéralement).
Le journal a pris sa forme moderne et son importance dans les années 1940, une période d’expansion industrielle pour les États-Unis et ses institutions financières à New York.

## Site web
En 1995, The Wall Street Journal Online est créé en complément du journal imprimé. Son accès nécessite un abonnement payant .
En 2004, Oasys Mobile et le Wall Street Journal ont lancé une application permettant aux utilisateurs d'accéder au contenu du Wall Street Journal Online via leur téléphone portable.

## Éditions internationales
Il existe une édition paneuropéenne et une édition pan-asiatique du Wall Street Journal. À la différence de l'édition nationale du Wall Street Journal, les éditions internationales ont adopté un format compact depuis septembre 2005.
La diffusion du Wall Street Journal Europe est de 75 896 exemplaires, celle du Wall Street Journal Asia de 85 822 exemplaires par jour du lundi au vendredi.
En octobre 2011, une enquête du Guardian montre que les chiffres de publication du WSJ Europe sont truqués (environ 41 % des journaux vendus n'étant pas effectivement achetés) et que certains articles sont écrits afin de promouvoir les activités d'un client. Le directeur exécutif de WSJ Europe, supposé à l'origine de ces pratiques, démissionne.
Le 28 septembre 2017, le Wall Street Journal Europe publie sa dernière édition en format papier en Europe.

## Ligne éditoriale
Le Wall Street Journal est réputé pour la fiabilité de ses informations économiques, mais sa ligne éditoriale a toujours été considérée comme de droite conservatrice.
Le Wall Street Journal a soutenu des figures controversées d'Amérique latine, comme les dictateurs Augusto Pinochet, Alberto Fujimori et Jorge Rafael Videla.
Le journal, qui les juge moins nocifs que les dirigeants démocratiquement élus, écrit ainsi au sujet du dictateur Augusto Pinochet à sa mort en 2006 : 
« Il est responsable de morts et de tortures qui ont eu lieu sous son égide, mais si jamais Salvador Allende avait réussi à transformer le Chili en un autre Cuba, beaucoup plus auraient pu mourir ».
Le rachat par Rupert Murdoch en 2007 a suscité des inquiétudes quant à l'indépendance éditoriale du journal, en référence à ses acquisitions précédentes.
En 2018, la direction du Wall Street Journal apporte officiellement son soutien au candidat d’extrême droite brésilien Jair Bolsonaro, malgré ses propos sur la torture, le viol, ou les homosexuels.
Dans sa section opinions, il donne de la visibilité aux discours niant la réalité du changement climatique, tels ceux de Fred Singer et Frederick Seitz dans l'objectif de discréditer les scientifiques,,,.
Depuis son rachat, le Wall Street Journal publie des éditoriaux niant ou minimisant le changement climatique,,,. Les pages éditoriales du Wall Street Journal ont été décrites par The Guardian comme un temple du climato-scepticisme,.
Le Wall Street Journal affirme que les baisses d’impôts de Donald Trump n'ont pas bénéficié aux riches. Son principal rival, le Financial Times affirme pourtant l'exact contraire. Le Financial Times s’alarme d'une dérive ploutocratique grave des États-Unis.
Lors de l'été 2020, des journalistes du Wall Street Journal signent une lettre ouverte à la direction, affirmant que la malhonnêteté des éditoriaux et des opinions est en train de nuire sérieusement à la crédibilité des informations du journal[source insuffisante].